# Eupithecia stypheliae
Eupithecia stypheliae is een vlinder uit de familie van de spanners (Geometridae). De wetenschappelijke naam van de soort is voor het eerst geldig gepubliceerd in 1948 door Swezey.